# 14th Floor Records
14th Floor Records est un label anglais fondé en 2002 par Christian Tattersfield en collaboration avec Warner Music UK.

## Anciens artistes sous contrat
- All The Young
- Joseph Arthur
- David Gray
- Mark Joseph
- Ray LaMontagne
- Longview
- Longwave
- Nerina Pallot
- Sneaky Sound System

## Artistes sous contrat
- Beyond Broken
- Biffy Clyro
- Birdy
- Damien Rice
- Joshua Radin
- Marmaduke Duke
- Milow
- The Wombats
- You&Me